# Serbitz (Treben)
Serbitz ist ein Ortsteil der Gemeinde Treben im Landkreis Altenburger Land im Osten des Freistaates Thüringen.

## Geographie
Serbitz liegt an der Pleiße, 40 km südlich von Leipzig  am südlichen Rand der Leipziger Tieflandsbucht zwischen Borna und Altenburg an der Bundesstraße 93.

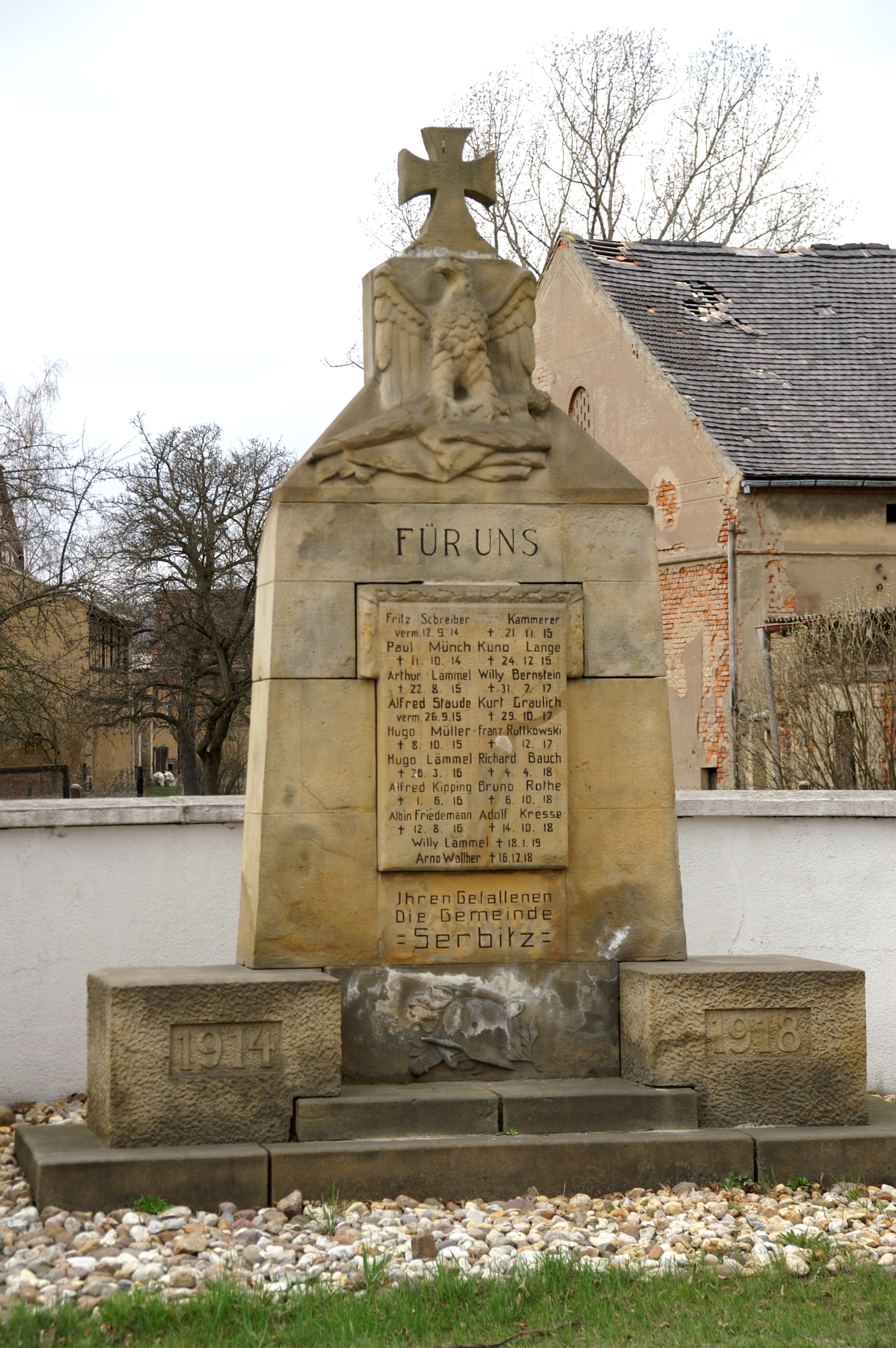
Kriegerdenkmal

## Geschichte
Das Dorf Serbitz wurde erstmals 1308 urkundlich erwähnt. Am 26. Februar 1308 eignete Heinricus de Vlogelsberch, ein Vertreter einer Seitenlinie der Burggrafen von Altenburg ohne männliche Erben, in seinem Testament, seine Reichslehen in Serbitz (Serewicz) den Brüdern des Deutschen Ordens zu Altenburg mit der Bedingung zu, seiner Gemahlin Kunigunde, geborene von Hersveld auf ihre Lebenszeit jährlich 16 Mark als Leibgedinge (Zinsen) zu geben.
Später gehörte der Ort zum wettinischen Amt Altenburg, welches ab dem 16. Jahrhundert aufgrund mehrerer Teilungen im Lauf seines Bestehens unter der Hoheit folgender Ernestinischer Herzogtümer stand: Herzogtum Sachsen (1554 bis 1572), Herzogtum Sachsen-Weimar (1572 bis 1603), Herzogtum Sachsen-Altenburg (1603 bis 1672), Herzogtum Sachsen-Gotha-Altenburg (1672 bis 1826). 
In Serbitz wurden 1581 insgesamt 5 Höfe Opfer einer Feuersbrunst. In den Jahren 1637, 1656, 1766, 1783 und 1813 wurde Serbitz wiederum vom Feuer heimgesucht. Beim letzten Brand starben 2 Menschen. Im Jahr 1633 wütete die Pest in Serbitz, insgesamt 98 Menschen starben. Manche Familien wurden vollständig ausgelöscht. Im 19. Jahrhundert war die Viehzucht des Dorfes Serbitz die bedeutendste in weiter Umgegend, da die ergiebigen Wiesen, welche die Hälfte von den Grundstücken der Serbitzer Flur ausmachen, Futter im Überfluss lieferten. Seit den 1850er Jahren verläuft die Leipzig-Altenburger Chaussee (heute B 93) direkt durch den Ort, vorher folgte sie der Route über Thräna nach Kleintreben.
Bei der Neuordnung der Ernestinischen Herzogtümer im Jahr 1826 kam Serbitz zum wieder gegründeten Herzogtum Sachsen-Altenburg. Nach der Verwaltungsreform im Herzogtum gehörte Serbitz bezüglich der Verwaltung zum Ostkreis (bis 1900) bzw. zum Landratsamt Altenburg (ab 1900). Das Dorf gehörte ab 1918 zum Freistaat Sachsen-Altenburg, der 1920 im Land Thüringen aufging. Seit 1922 war es dem Landkreis Altenburg unterstellt. 1952 kam der Ort zum Kreis Altenburg im Bezirk Leipzig.
Im Juli 1954 wurde Serbitz vom Hochwasser bedroht. Familien und Tiere mussten evakuiert werden. Infolge des Hochwassers wurde die Pleiße umgebettet und fließt seitdem nicht mehr direkt durch den Ort.
Am 1. Mai 1965 folgte die Eingemeindung von Serbitz nach Treben. Seitdem ist Serbitz ein Ortsteil von Treben.
Im August 2002 war Serbitz vom großen Hochwasser betroffen. Ein Damm drohte zu brechen, deshalb musste die Bundesstraße 93 auf ungefähr 100 Metern aufgebaggert werden, um das Wasser ableiten zu können. Am 2. Juni 2013 wurden die Bewohner von Serbitz wegen des drohenden Dammbruches aufgrund des Hochwassers evakuiert. Nachdem der Damm auf 50 Metern undicht geworden war, erreichte das Wasser Serbitz in den frühen Morgenstunden des 3. Juni 2013. 

### Einwohnerentwicklung
| - 1580: 211 - 1672: 162 - 1806: 214 - 1833: 255 - 1853: 297 - 1871: 300 - 1875: 300 | - 1885: 295 - 1900: 345 - 1910: 368 - 1919: 379 - 1925: 431 - 1935: 385 - 1939: 374 | - 1946: 534 - 1948: 502 - 1964: 338 - 2005: 198 - 2010: 170 |

 Quelle: Verwaltungsgemeinschaft „Pleißenaue“ 

## Bauwerke

### Kirche

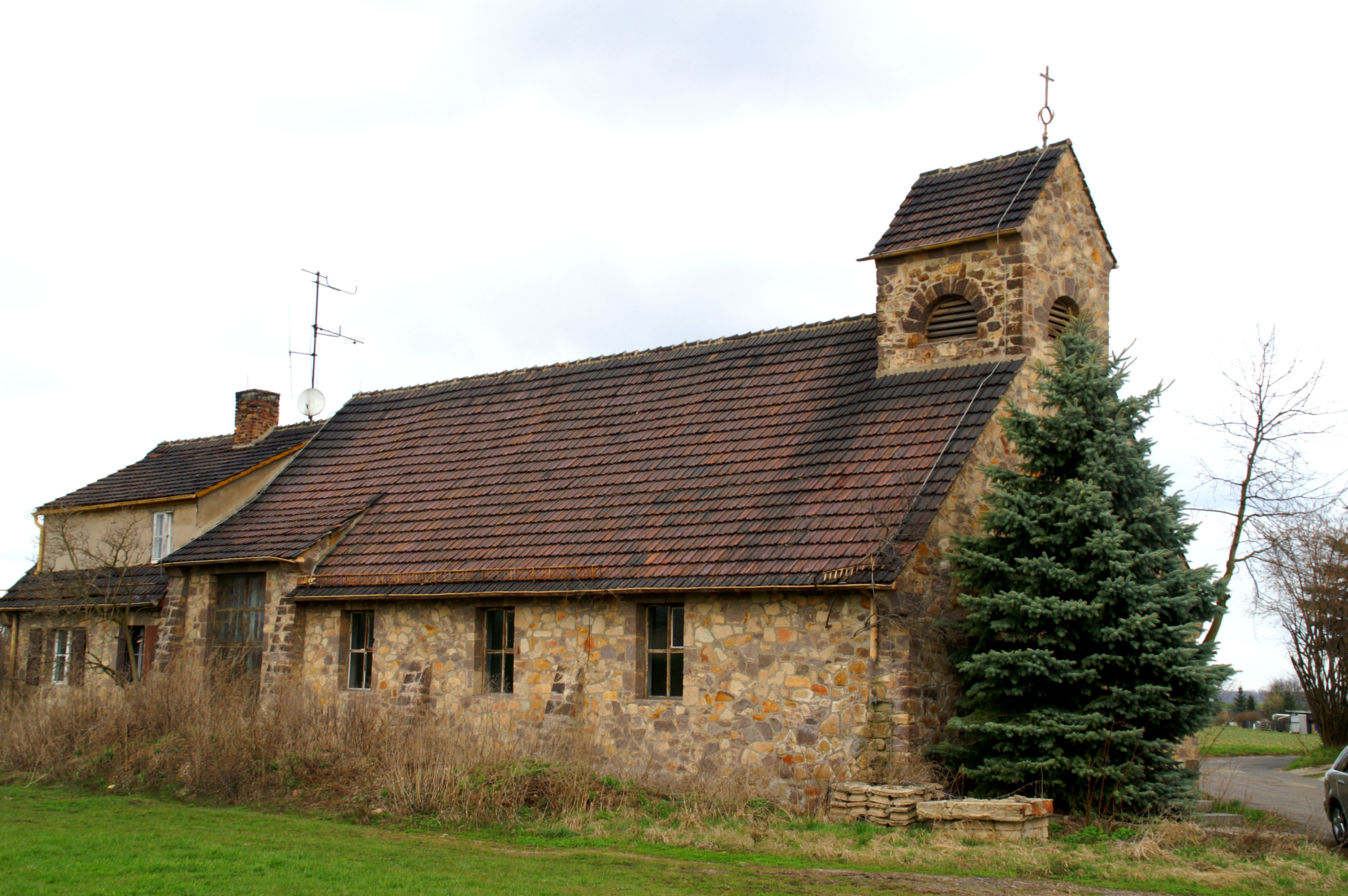
Katholische Kirche

In Serbitz wurde nach dem Zweiten Weltkrieg für die vielen Flüchtlinge eine katholische Kirche errichtet. Die Grundsteinlegung erfolgte am 25. September 1949. Bis 1978 waren in Serbitz auch Pfarrer ansässig, danach wurden die Gottesdienste durch Pfarrer aus Altenburg geleitet. Am 31. Mai 2001 wurde durch ein Dekret des Bischofs der Diözese Dresden-Meißen Joachim Reinelt die katholische Gemeinde aufgelöst.

### Denkmal
In Serbitz steht ein am 20. Oktober 1922 errichtetes Denkmal aus Elbsandstein zu Ehren der gefallenen und vermissten Gemeindemitglieder im Ersten Weltkrieg. Durch das Absprühen im Zuge einer Restaurierung wurden die vorher schon fast unleserlichen Namen der Gefallenen noch weiter in Mitleidenschaft gezogen. Im August/September 2005 wurden die Namen bzw. Inschriften nach alten Vorlagen und Fotos wiederhergestellt. Bis dato konnten auf dem Denkmal alle Inschriften bis auf einen Vornamen und ein Todesdatum wiederhergestellt werden. Bemühungen, die fehlenden Angaben herauszufinden, liefen ergebnislos über das Krankenbuchlager des Ersten Weltkriegs in Berlin.

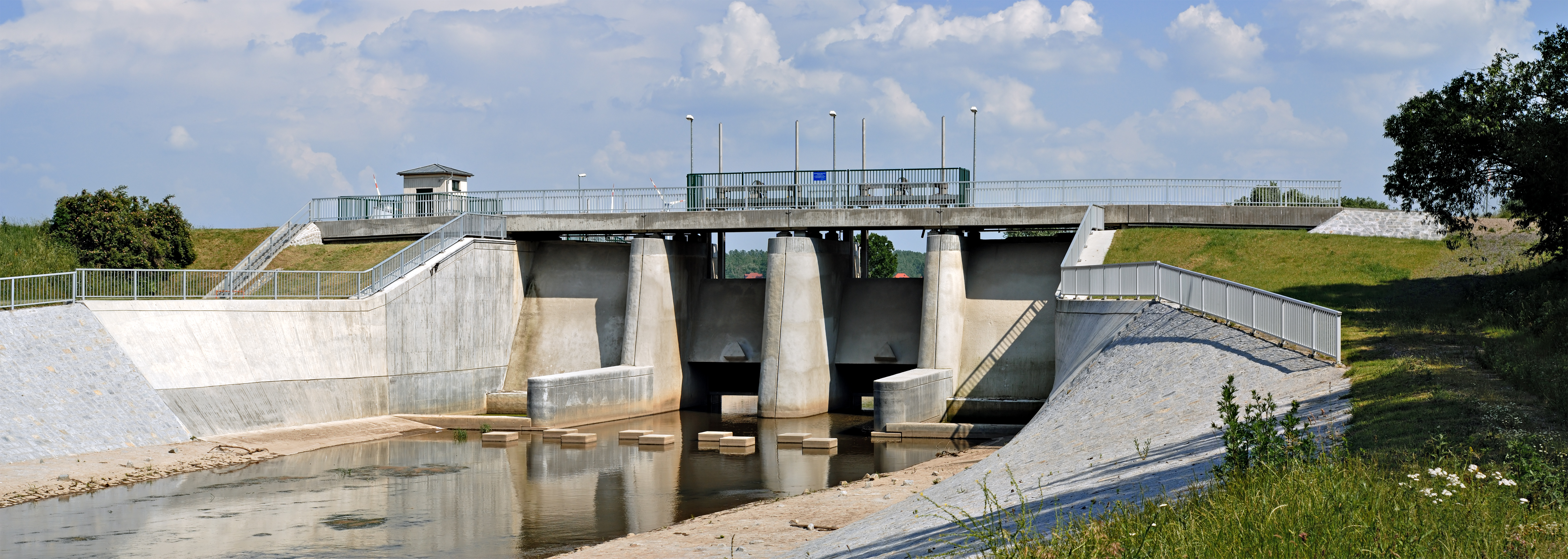
Wehr des Hochwasserrückhaltebeckens

### Hochwasserrückhaltebecken
Als Schutz für Leipzig wurde das Hochwasserrückhaltebecken Regis-Serbitz mit einer der längsten Kronen in Deutschland errichtet.

## Sport
Der heutige Fußballverein wurde 1924 als Turnverein „Deutsche Eiche“ gegründet. In den Jahren 1935–1937 wurde der heutige Sportplatz in Serbitz gebaut. Der Spielbetrieb ging Ende 1945 oder Anfang 1946 unter dem Namen Turnverein Serbitz weiter. Ab 1948 wurde der Verein in BSG Union Thräna und 1953 in BSG Aktivist Thräna umbenannt. Am 14. Juni 1990 fand die Gründungskonferenz von SV Eintracht 1923 Thräna e. V. statt. Am 18. November 1993 beschloss die Mitgliederversammlung die Namensänderung in FSV Eintracht 1923 Serbitz/Thräna e. V. Der Verein spielte über die Jahre in der 1. Kreisklasse, kurzzeitig auch in der Bezirksklasse. Der größte Erfolg war der Gewinn der Osterland-Meisterschaft im Jahre 1941.

## Regelmäßige Veranstaltungen
Jedes Jahr findet in Serbitz ein Dorf- und Kinderfest statt.